# Vera de Bosset
Vera Artúrovna de Bosset (1888-1982) fue largo tiempo amante y finalmente segunda esposa del compositor ruso Ígor Stravinski, quien se casó con ella en 1940 después de la muerte de su primera esposa, Yekaterina Nosenko. Casada varias veces, según la tradición rusa tomaba los apellidos de sus maridos: Schilling, Sudéikina y Stravínskaya.
En 1921, cuando era una bailarina y la esposa del pintor y diseñador escénico Serguéi Sudeikin, Vera conoció a Stravinski, que había estado casado con su prima Yekaterina Nosenko desde 1906. Los dos comenzaron un affaire que la llevó a abandonar a su esposo, pero Stravinski llevó una doble vida, pasando la mayor parte de su tiempo con su primera familia y el resto con Vera. Yekaterina pronto supo de la relación y la aceptó como inevitable y permanente. Solo después de la muerte de Yekaterina en 1939, Stravinski y Vera se casaron en Nueva York mientras huían de Francia para escapar de la Segunda Guerra Mundial.